# Cynewulf (évêque de Lindisfarne)
Pour les articles homonymes, voir Cynewulf (homonymie).
Cynewulf est un prélat anglo-saxon mort en 782 ou 783. Il est évêque de Lindisfarne de 737 ou 740 à 779 ou 780.

## Biographie
Cynewulf devient évêque de Lindisfarne à la mort d'Æthilwald, survenue en 737 ou 740. Les annales nordiques préservées dans la Historia regum de Siméon de Durham rapportent qu'en 750, l'église de Lindisfarne est assigée par le roi Eadberht de Northumbrie. Celui-ci cherche à s'emparer d'Offa, le dernier fils d'Aldfrith, son prédécesseur indirect sur le trône. Eadberht n'hésite pas à jeter en prison l'évêque Cynewulf pour arriver à ses fins.
Cynewulf démissionne en 779 ou en 780 et Hygbald lui succède. Il meurt trois ans plus tard, en 782 ou en 783. Plusieurs historiens du XIXe siècle l'identifient au poète Cynewulf, qui n'est autrement connu que par la signature runique qui apparaît dans quatre poèmes en vieil anglais et épèle son nom. Néanmoins, en-dehors de cette homonymie et des traits northumbriens qui apparaissent dans le dialecte utilisé pour ces textes, il n'existe aucune preuve tangible en faveur de cette identification.